# Cănești
Căneşti é uma comuna romena localizada no distrito de Buzău, na região de Valáquia. A comuna possui uma área de 31.41 km² e sua população era de 975 habitantes segundo o censo de 2007.